# 楊惟康
楊惟康（1475年—1533年），字叔安，號南陸，河南河南府陕州靈寶縣人，軍籍。明朝政治人物。

## 生平
弘治八年（1495年）乙卯科河南乡试第六名舉人，十二年（1499年）己未科會試第165名，三甲第139名進士，丁外艰，服阕，十七年（1504年）选授刑部山西司主事，正德初，历升署员外郎、署郎中，四年（1509年）七月出为浙江按察司佥事，六年十二月升四川按察司副使，奉敕整饬建昌兵备，十一年十月升陕西按察使。世宗即位，十六年五月升山西右布政使，嘉靖元年（1522年）二月轉左布政，處置宣大三关粮储，并宗室禄米。二年调任贵州，当时湖广、贵州、四川三省联合围剿芒部叛夷，杨惟康负责军饷粮储后勤事务。嘉靖三年（1524年）调雲南左布政使，不久母亲去世丁忧归乡。著有《南陸集》。嘉靖十二年卒，享年五十九。

## 家族
高祖杨克明，明初以荐举起家，官至都察院左都御史。曾祖杨春。祖父杨懋。父楊錬，官南京监察御史。母张氏，封太安人。具庆下。兄惟新（義官）、惟時、惟幾。
子杨守、杨宋、杨宥、杨宇，嗣子杨宏。